# Афера Бернија Мадофа
Афера Бернија Мадофа је инвестициона превара која је откривена 2008. год. У децембру те године, Берни Мадоф (eнлг. Bernie Madoff), бивши директор Насдака и оснивач Вол Стрит фирме „Bernard L. Madoff Investment Securities LLC”, признао је да његовo предузеће представља сложену мултимилијардерску Понцијеву превару.
Мадоф је основао своју фирму 1960. год. и био је њен директор све до свог хапшења. У фирми су радили Мадофов брат Питер (енгл. Peter) и Питерова ћерка Шана Мадоф (енгл. Shana Madoff) на вишим позицијама менаџмента фирме, као и Мадофови синови Марк (енгл. Mark) и Ендру (енгл. Andrew). Питер је осуђен на 10 година у затвору, а Марк је извршио самоубиство тачно 2 године након ухапшења свог оца, на тај исти датум.
Обавештени од стране његових синова, савезни органи власти су ухапсили Мадофа 11. децембра 2008. год. Мадоф је 12. марта 2009. год. на суду признао кривицу за 11 злочина и признао је да управља највећом Понцијевом шемом у историји. 29. јуна 2009. год. је био осуђен на 150 година у затвору са реституцијом од 170 милијарди америчких долара. Умро је у затвору 2021. год.
На основу званичних оптужби, Мадоф је рекао да је његова фирма имала пасиву од отприлике 50 милијарди америчких долара. Тужиоци су проценили да је величина преваре 64,8 милијарде америчких долара на основу количине новца на рачунима Мадофових клијената све од 30. новембра 2008 год. Игноришући опортунитетни трошак и порезе плаћене на фиктивним профитима, око половине Мадофових директних инвеститора није изгубило никакав новац. Хари Маркополос (енгл. Harry Markopolos), узбуњивач чија су упозорења првобитно била игнорисана, је проценио да најмање 35 милијарде америчких долара новца за који је Мадоф тврдио да је украо, уопште нису ни постојале, већ су биле само фиктивни профити које је Мадоф пријављивао својим клијентима.
Иследници су утврдили да је још људи укључено у превару. Америчка комисија за хартије од вредности (SEC) је била критикована зато што није довољно добро истражила Бернија Мадофа, јер су сумње о његовој фирми постојале још 1999. год. Легитимни, трговни део Мадофовог предузећа којим су управљали његови синови је био један од топ маркет-мејкера на Вол Стриту.
Замрзавање Мадофових личних и предузетних средстава (активе) је узроковало ланчану реакцију и многа друга предузећа и организације су морале барем привремено да прекину са радом, укључујући и фондације Роберта И. Лапина (енгл. Robert I. Lappin) и Пикауер фондацију (енгл. The Picower Foundation).

## Бернијева позадина
Мадоф је рођен 29. априла 1938. године у Квинсу, Њујорк. Син је Силвије и Ралфа Мадофа, који је био водоинсталатер и финансијски саветник. Били су Јевреји и његова породица је емигрирала из Пољске, Румуније и Аустрије. Мадоф је имао сестру Сондру и брата Петера. Завршио је Far Rockaway средњу школу 1956. године. Похађао је Универзитет у Алабами једну годину, а затим и Хофстра универзитет где је и дипломирао 1960. године на политичким наукама. Мадоф је на кратко похађао Бруклинску школу права али је убрзо напустио да би основао Investment Securities LLC.
1960. године, основао је фирму која тргује по ниским ценама као брокер-дилер са 5.000 долара које је зарадио као спасилац и инсталатер прскалица за наводњавање и са зајмом од 50.000 долара од његовог таста Саула Алперна. Карл Шапиро је један од првих купаца, уложивши 100.000 долара. Да би фирма опстала на тржишту тј. Њујоршкој берзи, он је почео да користи иновативну купјутерску технологију за проширивање својих котација. Технологија је након пробног рада коју је развила фирма постала NASDAQ. После 41 године Мадоф фирма је основана 2001. године са Мадофом као јединим акционаром и самосталним власником.
У једном тренутку, Madoff Securities је био највећи провајдер ликвидности на NASDAQ-у, а 2008. била је шеста највећа у S&P 500 акцијама. Фирма је имала одељење за управљање инвестицијама и саветовање, које није објавила, што је било у фокусу истраге о превари.
Мадоф је био „први истакнути практичар“ плаћања за ток налога, у којем дилер плаћа брокерy право да изврши налог купца. Ово је названо „легална понуда“. Неки академици су довели у питање етичност ових исплата, али је Мадоф тврдио да ове исплате нису промениле цену коју је купац добио.
Мадоф је био активан у Националном удружењу трговаца хартијама од вредности (NASD), саморегулаторној организацији индустрије хартија од вредности. Био је председник и члан управног одбора.
Од 1991. до 2008. Берни и Рут Мaдоф дали су око 240.000 долара савезним кандидатима, странкама и одборима, укључујући 25.000 долара годишње комитету демократске сенаторске кампање од 2005. до 2008. Након разоткривања преваре, комитет је вратио 100.000 долара Мадофових доприноса Ирвингу Пикарду, стечајном управнику који надгледа сва потраживања. Комитет је такође критикован због спорог одрицања Мадофових донација. Сенатор Чарлс Е. Шумер је вратио скоро 30.000 долара добијених од Мадофа и његових рођака а Сенатор Кристофер Ј. Дод донирао је 1.500 долара Фондацији Ели Визел за хуманост, која је и сама била жртва преваре. Остале демократе које су примиле донације су дале паре разним добротворним организацијама.
Мадофово име се први пут појавило у истрази о превари 1992. године, када су се две особе жалиле Америчкој комисији за хартије од вредности на улагања која су направили са "Авелино и Биенес". Годинама су Алперн и двојица његових колега, Фрeнк Авелино и Мајкл Биенес, прикупљали новац за Мадофа, што је пракса која се наставила након што су Авелино и Биенес преузели фирму 1970-их. Авелино је вратио новац инвеститорима и Америчка комисија за хартије од вредности је затворила случај. Године 2004, Женевивет Вокер-Лајтфут, адвокатица у SEC-овој Канцеларији за инспекцију и испитивање усклађености (ОЦИЕ), обавестила је шефа огранка свог супервизора Марка Донохуеа да је њена ревизија Мадофа открила бројне недоследности и препоручила даље испитивање. Међутим, Донохуе и његов шеф Ерик Свонсон су јој рекли да прекине рад на истрази о Мадофу, да им пошаље своје резултате рада и да уместо тога истражује индустрију заједничких фондова. Свонсон, помоћник директора SEC-овог ОЦИЕ-а, упознао је Шану Мадоф, Бернијеву нећаку, 2003. док је истраживао њеног ујака и његову фирму. Истрага је завршена 2005. Године 2006. Свонсон је напустио Америчку комисију за хартије од вредности и верио се за Шану Мадоф, а 2007. њих двоје су се венчали. Портпарол Свонсона је рекао да он „није учествовао ни у каквој истрази фирме „Bernard L. Madoff Investment Securities LLC” или њених филијала док је био у вези са Шаном Мадоф. “
Док је чекао изрицање пресуде, Мадоф се састао са генералним инспектором SEC-а, Х. Давидом Котзом, који је спровео истрагу о томе како регулатори нису успели да открију превару упркос бројним назнакама. Мадоф је рекао да је могао бити ухваћен 2003. године, али да су се неспретни истражитељи понашали као „Колумбо” и никада нису поставили права питања: „ Био сам запањен. Никада нису ни погледали моју евиденцију о акцијама. Да су истражитељи проверили код „The Depository Trust Company”, централног депозитара хартија од вредности, то би им било лако да виде. Ако гледате Понци шему, то је прва ствар коју урадите.”
Медоф је у интервјуу од 17. јуна 2009. рекао да је председница SEC-а Мери Шапиро била „драги пријатељ“, а комесарка SEC-а Елис Волтер била „сјајна дама” коју је „прилично добро познавао”.
Након Мадофовог хапшења, SEC је критикован због недостатка финансијске експертизе и недостатка дужне пажње, упркос томе што је скоро деценију примао жалбе од Харија Маркополоса и других. Генерални инспектор "SEC"-а, Котз, открио је да је од 1992. године SEC водио шест истрага о Мадофу, које су пропале било неспособним радом особља или занемаривањем навода финансијских стручњака и узбуњивача.

## Начин преваре
Свакодневно су Мадофов асистент Френк Ди Паскали и његов тим на 17. спрату „Lipstick Building", где је била базирана превара, пратили затварање цена S&P 100. Затим су изабрали акције са најбољим учинком и користили их да креирају лажне „корпе“ акција као основу за лажне податке о трговању, за које је Мадоф тврдио да су генерисани из његове наводне стратегије „конверзије подељених штрајкова“, у које је куповао акције плавих чипова и на њих склапао опционе уговоре. Често су обављали своје „трговине“ на месечном максимуму или најнижем нивоу акција, што је резултирало високим „приносима“ које су рекламирали купцима. Повремено су посклизнули и датирали су да се трговине одвијају викендом и савезним празницима, иако то никада није откривено.
Током година, Мадоф је опомињао своје инвеститоре да ћуте о свом односу са њим. То је било зато што је био добро свестан коначних граница које постоје за легитимну конверзију подељеним штрајком. Знао је да ако се сазна о износу којим је „управљао” инвеститори би се запитали да ли би могао да тргује у обиму који је тврдио, а да тржиште не реагује на његову активност, или да ли постоји довољно опција за оградњу од куповине акција.
Мадоф је тврдио да је своју превару започео почетком 1990-их, иако су тужиоци веровали да је она била у току још 1980-их. Ди Паскали је, на пример, рекао тужиоцима да је знао у неком тренутку касних 1980-их или раних 1990-их да је посао инвестиционог саветовања лажан. Истражитељ задужен за реконструкцију Мадофовог плана верује да је превара била у току још 1964. Наводно је Мадоф рекао познанику убрзо након хапшења да је превара почела "скоро одмах" након што је његова фирма отворила своја врата. Бонгиорно, који је провео преко 40 година са Мадофом – дуже од било кога осим Рут и Питера – рекао је истражитељима да је радила „исте ствари које је радила 2008.“ када се први пут придружила фирми.

## Последње недеље и колапс
1999. године, финансијски аналитичар Хари Маркополос, закључио је да је немогуће да Мадофова фирма постигла добит и обавестио је СЕЦ о томе. Он је веровао да је математички могуће доказати да је Мадоф преварант. Нико из СЕЦ Бостон канцеларије 2000. и 2001., као и Њујоршке СЕЦ канцеларије 2005. и 2007. није му веровао. Покушао је то више од десет година.
Велики број фирми са Вол Стрита-a су сумњале да је Мадоф преварант и нису инвестирале новац у његову фирму. Ирска централна банка је неуспешно покушала да га открије када је користио ирска средства и достављао велике количине информација. Први пут када је уочена превара било је 2008. године када је и ухапшен у Њујорку.
ФБИ је објавио извештај у ком се наводи да је један старији службеник, који је у ствари био његов син, рекао да се Мадофова фирма бори да исплати 7 милијарди долара за откуп. Годинама је Мадоф депоновао новац инвеститора на свој пословни рачун и повлачио новац са тог рачуна када су тражили откуп. Убрзо затим, схватио је да неће имати довољно новца да испуни преостале захтеве након Дана захвалности. Средином 2008. је на његовом рачуну забележено 5,5 милијарди долара да би у новембру исте године имао 234 милиона долара. Све банке су престале да дају кредите па је схватио да не може више да позајмљује новац. Први који су сазнали за то су његов асистент Френк Ди Паскали а убрзо и његов брат Питер.
Берни је рекао Марку 9. децембра да планира да исплати 173 милиона долара бонуса својим радницима два месеца раније. Следећег јутра су Ендру и Марк отишли до канцеларије њиховог оца и питали га како ће да исплати бонусе, потом су отишли до његовог стана где им је у Рутином присуству рекао да је “готов“.
Мадофови синови су пријавили свог оца властима. Мадоф је рекао свом асистенту да подигне новац на свом пословном рачуну и уновчи рачуне неколико чланова његове породице и пријатеља, међутим његови синови су убрзо контактирали адвоката који је имао контакта са SEC-ом. Мадоф је затим ухапшен 11. децембра 2008. године и оптужен за превару са хартијма од вредности. Остао је убрзо у кућном притвору јер је платио кауцију од 10 милиона долара. 2009. године судија Дени Чин му је пресудио да представља ризик од бекства, опозвао кауцију и вратио га у Метрополитан поправни центар. Мадоф је у неколико наврата покушао да се ослободи и да се врати кући уз помоћ адвоката Ире Соркин али неуспешно. Мадофова жена је одустала од свог потраживања у имовини од 85 милиона долара и остала са само 2,5 милиона у готовини. Она је такође оптужена за повлачење 15 милиона долара са рачуна повезаних са компанијом непосредно пре него што је он ухапшен.
Ирвин Пикард је тужио Мадофове синове, Марка и Ендруа, његовог брата Питера, и ћерку Шану због немара и кршења фидуцијарне дужности за 198 милиона долара. 2001. су примили преко 80 милиона долара одштете.
Дана 12. марта 2009, Мадоф признао кривицу за 11 федералних кривичних дела, укључујући превару са хартијама од вредности, превару електронским путем, превару поштом, прање новца, давање лажних изјава, кривоклетство, плана бенефиција запослених и подношење лажних пријава SEC-у. Изјава о кривици била је одговор на кривичну пријаву поднету два дана раније, у којој се наводи да је у последњих 20 година Мадоф преварио своје клијенте за скоро 65 милијарди долара у највећој Понци шеми у историји. Мадоф је инсистирао да је он једини одговоран за превару. Мадоф се није нагодио са владом. Тачније, изјаснио се кривим по свим тачкама оптужнице. Спекулисало се да је Мадоф признао кривицу уместо да сарађује са властима како би избегао именовање сарадника и завереника који су били умешани са њим у шему.
У свом изјашњавању о кривици, Мадоф је навео да је започео своју Понци шему 1991. Он је признао да никада није направио никаква легитимна улагања у новац својих клијената током тог периода. Уместо тога, рекао је, једноставно је депоновао новац на свој лични пословни рачун у Чејс Менхетн банци. Када су његови клијенти тражили повлачење новца, он им је платио са Чејс рачуна — класични сценарио „пљачкаш Петра да би платио Павлу“. Чејс и његов наследник, ЈПМорган Чејс, можда су зарадили чак 483 милиона долара са његовог банковног рачуна. Признао је лажне трговачке активности маскиране страним трансферима и лажним поднесцима СЕЦ-а. Изјавио је да је увек намеравао да настави легитимну трговинску активност, али се показало "тешким и на крају немогућим" помирити рачуне његових клијената. На крају је, рекао је Мадоф, схватио да ће његова превара на крају бити разоткривена.
Судија Чин је 29. јуна 2009. осудио Мадофа на максималну казну од 150 година федералног затвора.
Мадоф се извинио својим жртвама, рекавши:
,,Оставио сам у наслеђе срамоту, као што су неке од мојих жртава истицале, својој породици и својим унуцима. Ово је било нешто у чему ћу живети до краја живота. Жао ми је. Знам да вам то не помаже."
Рут није присуствовала суду, али је дала изјаву у којој је рекла: „Сада прекидам ћутање јер је моје оклевање да говорим протумачено као равнодушност или недостатак саосећања према жртвама злочина мог супруга Бернија, што је било управо супротно од истине. Срамота ме је. Као и сви остали, осећам се издано и збуњено. Човек који је починио ову ужасну превару није био човек кога познајем свих ових година."

### Казна и затвор
Мадофов предвиђени датум изласка,  описан као „академски“ у Мадоффовом случају јер би морао да доживи 198 година, био је 31. јануар 2137. године. 13. октобра 2009. објављено је да је Мадоф доживео своју прву тучу у затворском дворишту са другим затвореником, такође старијим човеком. Када је започео своју казну, Мадофов ниво стреса је био толико јак да је убрзо након тога избио копривњачу и друге кожне болести. Мaдоф је 18. децембра 2009. пребачен у медицински центар Универзитета Дјук у Дараму, Северна Каролина, и лечен је од неколико повреда лица. Бивши затвореник је касније тврдио да су повреде задобијене током наводне свађе са другим затвореником.
У писму снаји, Медоф је рекао да се према њему у затвору понашају као према „мафијашком дону“.
,,Зову ме или ујка Берни или господин Мадоф. Не могу нигде да ходам, а да ми неко не поздрави, да ми одржим дух. Заиста је прилично слатко, колико су сви били забринути за моје добро, укључујући особље [...] Овде је много безбедније него шетати улицама Њујорка."
Медоф је 29. јула 2019. затражио од Доналда Трампа смањење казне или помиловање, на шта Бела кућа и Доналд Трамп нису коментарисали.
У фебруару 2020. године, његов адвокат је поднео захтев за ослобађање из затвора уз тврдњу да болује од хроничне бубрежне инсуфицијенције, неизлечиве болести због које му је остало мање од 18 месеци живота и да му је пандемија КОВИД-19 додатно угрозила живот. Он је хоспитализован због овог стања у децембру 2019. године. Захтев је одбијен због тежине Медофових злочина.

### Смрт
Мадоф је умро у 82-ој години у Федералном медицинском центру у Батнеру, Серевној Каролини, 14.04.2021. године. Умро је од хипертензије, кардиоваскуларне болести и хроничне болести бубрега. Кремиран је у Дараму, Севрној Каролини.